# FC 마치다 젤비아
풋볼 클럽 마치다 젤비아(일본어: フットボールクラブ町田ゼルビア 훗토보루 쿠라부 마치다 제루비아[*])는 도쿄도 마치다시에 위치한 일본의 축구 클럽으로 팀명은 마치다시의 상징인 느티나무를 뜻하는 'zelkova'와 샐비어를 뜻하는 'salvia'의 합성어이며 현재 대한민국 대표팀의 일원인 나상호, 오세훈 그리고 포항 스틸러스 유스팀 출신이자 대한민국 U-17 대표팀 출신으로 2023년 AFC U-17 아시안컵 준우승 멤버 중 하나인 차제훈의 소속팀이다.

## 우승 기록

### 일본 국내 대회
- 간토 축구 리그 1부

우승 (2): 2007, 2008
- 간토 축구 리그 2부

우승 (1): 2006
- 도쿄 도 사회인 리그 1부

우승 (1): 2005
- J2리그

우승 (1): 2023

## 선수 명단

### 현역
참고: FIFA 자격 규정에 따라 소속된 국가대표팀 국기를 표시합니다. 선수는 복수의 FIFA 비회원국 국적을 가지고 있을 수 있습니다.
| 번호 | 포지션 | 국적   | 이름                |
| ---- | ------ | ------ | ------------------- |
| 5    | DF     | 코소보 | 이브라힘 드리셰비치 |
| 10   | FW     |        | 나상호              |
| 11   | FW     |        | 에릭                |
| 14   | DF     |        | 장민규              |
| 15   | FW     |        | 미첼 듀크           |
| 39   | MF     |        | 바이런 바스케스     |

| 번호 | 포지션 | 국적 | 이름   |
| ---- | ------ | ---- | ------ |
| 90   | FW     |      | 오세훈 |
| —    | MF     |      | 나상호 |

## 역대 감독
| 감독                | 임기      |
| ------------------- | --------- |
| 소마 나오키         | 2010      |
| 란코 포포비치       | 2010~2011 |
| 오스발도 아르딜레스 | 2012      |
| 아키타 유타카       | 2012~2013 |
| 소마 나오키         | 2014~2019 |
| 쿠로다 고           | 2023 ~    |